# مارتن بيدرسن (تنس)
مارتن بيدرسن (بالدنماركية: Martin Pedersen)‏ مواليد 15 يونيو 1987 في الدنمارك، هو لاعب كرة مضرب دانمركي سابق بدأ مسيرته كمحترف سنة 2005 وكان يلعب باليد اليمنى. أعلى تصنيف له في الفردي كان المركز الـ 344 في سنة 2009. أعلى تصنيف له في الزوجي كان المركز الـ 267 في سنة 2008.

## روابط خارجية
- مارتن بيدرسن على موقع رابطة محترفي التنس (الإنجليزية)
- مارتن بيدرسن على موقع الاتحاد الدولي لكرة المضرب (الإنجليزية)
- مارتن بيدرسن على موقع كأس ديفيز (الإنجليزية)
- مارتن بيدرسن على موقع خلاصة التنس.كوم (الإنجليزية)